# CF Obispado
Club de Futbol Obispado is een Spaanse voetbalclub uit Blanes in de regio Catalonië.